# Legione stellare
Legione stellare è un fumetto di fantascienza ideato da Federico Memola e disegnato da Sergio Giardo, pubblicato prima dalla Sergio Bonelli Editore tra il 1995 e il 1998, poi dalla Star Comics ed infine dalle Edizioni Arcadia.

## Storia editoriale
La serie è composta da 9 episodi di lunghezza variabile, i primi 5 sono stati pubblicati su Zona X, un solo episodio sull'albo unico Altrimondi, mentre gli ultimi 3 sono stati pubblicati dalle Edizioni Arcadia. Inoltre sulla stessa Zona X sono apparse due storie (Cleopatra 2000 e Agguato nello spazio) che completano l'universo narrativo della serie.

## Trama
Il fumetto prende spunto dai temi tipici della space opera raccontando le avventure di una squadra della Legione stellare, una sorta di polizia spaziale.

## Personaggi
- Rei Noah esperto di informatica è originario del pianeta Korel da dove è stato bandito, in seguito è stato reclutato forzatamente nella Legione Stellare. Ha un debole per Temis ed è l'unico componente di sesso maschile all'interno della squadra.
- Temis Nakamura è il capo della squadra, è un'esperta di arti marziali e vive un rapporto di amore e odio con Rei.
- Cleo Haddad esperta di armi da fuoco ha un carattere allegro e gioviale, per colpa di una distorsione spazio temporale vivrà il resto della sua vita nel XX secolo (un'anziana Cleo comparirà nella prima serie di Jonathan Steele).
- Breen Loy il pilota della squadra, muore nel secondo albo dedicato al fumetto.

## Episodi
Sergio Bonelli Editore:
| N. episodio | Titolo                      | Soggetto e sceneggiatura | Disegni         | Pagine | Data           | Serie           | N° albo |
| ----------- | --------------------------- | ------------------------ | --------------- | ------ | -------------- | --------------- | ------- |
| 1           | Il giorno della vendetta    | Federico Memola          | Sergio Giardo   | 97     | settembre 1995 | Zona X          | 12      |
| 2           | Luce Fredda                 | Federico Memola          | Sergio Giardo   | 127    | marzo 1996     | Zona X          | 15      |
| 3           | Biosfera                    | Federico Memola          | Sergio Giardo   | 68     | maggio 1997    | Zona X          | 23      |
| spin-off    | Cleopatra 2000              | Federico Memola          | Giacomo Pueroni | 66     | luglio 1997    | Zona X          | 25      |
| 4           | La casa sull'orlo del nulla | Federico Memola          | Sergio Giardo   | 68     | gennaio 1998   | Zona X          | 31      |
| spin-off    | Agguato nello spazio        | F. Memola F. Donato      | Mario Rossi     | 94     | aprile 1998    | Zona X          | 34      |
| 5           | Verso le stelle             | Federico Memola          | Sergio Giardo   | 120    | ottobre 1998   | Zona X          | 40      |
| team-up     | Un nuovo mondo              | Federico Memola          | Sergio Girado   | 94     | aprile 2001    | Jonathan Steele | 25      |

Successive pubblicazioni:
| N. | Titolo                     | Soggetto e sceneggiatura | Disegni          | Pagine | Data         | Pubblicazione            |
| -- | -------------------------- | ------------------------ | ---------------- | ------ | ------------ | ------------------------ |
| 0  | Il pianeta sotto le nuvole | Federico Memola          | Alex Massacci    | 48     | luglio 2006  | Altrimondi (Star Comics) |
| 1  | Genaton                    | Federico Memola          | Alex Massacci    | 48     | marzo 2008   | Edizioni Arcadia         |
| 2  | I lupi dello spazio        | Federico Memola          | Giuseppe Manunta | 16     | giugno 2008  | Edizioni Arcadia         |
| 3  | Destinazione futuro        | Federico Memola          | Alex Massacci    | 48     | ottobre 2008 | Edizioni Arcadia         |